# Orgilus interjectus
Orgilus interjectus är en stekelart som beskrevs av Taeger 1989. Orgilus interjectus ingår i släktet Orgilus och familjen bracksteklar. Inga underarter finns listade i Catalogue of Life.